# Antoni d'Armengol i de Macip
Antoni d'Armengol i de Macip, baron de Rocafort (? - Cambrils, 16 décembre 1640) est un noble et un militaire catalan qui a combattu durant la Guerre des faucheurs.
Officier de l'armée de Catalogne, il a lutté sous les ordres de Bernat de Boixadors i d'Erill, chef des forces défensives sur le front méridional. 
Comme gouverneur de Cambrils, il a résisté à l'armée castillane avec les troupes qui s'étaient retirées de la bataille du col de Balaguer, ceci pour gagner du temps afin que les troupes françaises puissent arriver à Tarragone. Le 16 décembre 1640, la cité s'est rendue au chef de l'armée castillane, Pedro Fajardo de Zúñiga y Requesens, marquis de los Vélez, qui n'a pas respecté sa parole et a fait exécuter par la cavalerie les défenseurs sortant de la commune. Les corps d'Antoni d'Armengol et ceux des autres chefs militaires Jacint Vilosa et Carles Bertrolà i de Caldés, ont été pendus aux portes de la ville.